# Барятинский, Андрей Трофимович
Князь Андре́й Трофи́мович Баря́тинский  (1698 —1750) — генерал-майор, президент Мануфактур-коллегии.

## Биография
Родился в 1698 году в семье князя Трофима Фёдоровича Барятинского, служившего стольником. В 1712 году поступил на службу в гренадерский Алартов пехотный полк, гренадером. Служил там капралом, унтер-офицером и в том же году произведен в подпоручики. С этим полком Барятинский был в походе за Выборгом, в Финляндии под Гельсингфорсом и в шанцах под Борховым.
В 1713 году Барятинский произведен в поручики, с переводом в Нарвский драгунский полк, с которым в этом же году был в деле у Пой-Кирки и у Кирки Пелкиной. В 1714 году был на Вазовской баталии. В 1715 году Барятинский переведен в Вологодский пехотный полк и участвовал в морском походе на галерах. В 1719 году был на Стокгольмской стороне и за акцию при Стекезунте по Высочайшему указу пожалован в капитаны.
Затем Барятинский служил в Архангелогородском пехотном полку, с которым он также был в походах на море и на сухом пути. В 1726 году Барятинский был взят кавалергардом в Кавалергардский корпус, где 1 января 1728 году произведен в майоры и виц-капралы. 6 апреля 1729 года произведён в подполковники и капралы. 23 июня 1731 году произведен в полковники. 11 сентября 1734 года, находясь в Малороссии, по именному указу пожалован в бригадиры, с назначением в генеральный войсковой суд.
4 января 1737 года вызван из Малороссии в армию Миниха, и 9 февраля того же года получил приказ Миниха отправиться к командам. 25 марта Барятинский прибыл в армию, и ему было поручено начальство над командами. 28 ноября 1738 года по болезни уволен и был отправлен в Москву где он был определен в Московскую военную контору. 3 марта 1740 года уволен в отставку. 11 февраля 1741 года пожалован в генерал-майоры. После выздоровление определен к гражданским делам и 17 сентября 1742 года по Высочайшей резолюции на докладе Сената, назначен в Мануфактурную коллегию президентом.